# Socotrapotamon
Socotrapotamon is een geslacht van kreeftachtigen uit de klasse van de Malacostraca (hogere kreeftachtigen).

## Soorten
- Socotrapotamon nojidense Apel & Brandis, 2000
- Socotrapotamon socotrense (Hilgendorf, 1883)